# Leucippus taczanowskii
Leucippus taczanowskii е вид птица от семейство Колиброви (Trochilidae).

## Разпространение
Видът е разпространен в Перу.